# Тоннесен, Пау
Пау Гаспар Тоннесен Рикарт (исп. Pau Gaspar Tonnesen Ricart; род. 24 октября 1992, Темпе, Аризона) — испанский легкоатлет американского происхождения, специалист по многоборьям. Выступает за сборную Испании по лёгкой атлетике с 2015 года, победитель и призёр первенств национального значения, участник летних Олимпийских игр в Рио-де-Жанейро.

## Биография
Пау Тоннесен родился 24 октября 1992 года в городе Темпе, штат Аризона, США. Его отец — американец, а мать — испанка.
Занимался лёгкой атлетикой во время учёбы в Аризонском университете — состоял в местной легкоатлетической команде, неоднократно принимал участие в различных студенческих соревнованиях, в частности в 2015 году в десятиборье выигрывал серебряную медаль чемпионата первого дивизиона Национальной ассоциации студенческого спорта — уступил в этот раз только эстонскому спортсмену Майкелю Уйбо. В двух последующих сезонах на аналогичных турнирах был четвёртым.
На международной арене представлял Испанию, в 2015 году впервые вошёл в основной состав испанской национальной сборной и выступил на чемпионате мира в Пекине, где с результатом в 7606 очков занял 18-е место.
Благодаря череде удачных выступлений удостоился права защищать честь страны на летних Олимпийских играх 2016 года в Рио-де-Жанейро — набрал в сумме всех дисциплин десятиборья 7982 очка, расположившись в итоговом протоколе соревнований на 17-й строке.
После Олимпиады в Рио Тоннесен остался в составе легкоатлетической команды Испании и продолжил принимать участие в крупнейших международных стартах. Так, в 2017 году он показал 12-й результат на международном турнире Hypo-Meeting в Австрии и с результатом в 8006 очков занял 14-е место на чемпионате мира в Лондоне.
В 2018 году на зимнем чемпионате Испании в Валенсии одержал победу в программе прыжков с шестом.